# Chironomia

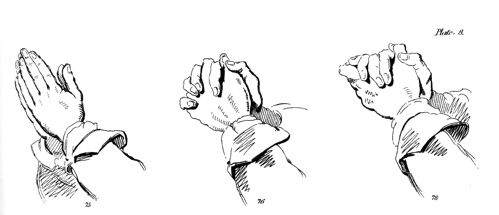
Chironomia, ilustracja z 1806 roku

Chironomia (gr. cheir = dłoń) – złożony system gestykulacji łączący rytm i ruch, rozwinięty przez starożytnych Greków.